# Adilson dos Anjos Oliveira
Adilson dos Anjos Oliveira, meglio noto come Juninho (Goiânia, 23 ottobre 1987), è un calciatore brasiliano, centrocampista del Goiás.

## Caratteristiche tecniche
È un mediano.

## Carriera
Il 1º giugno 2013 ha esordito in Série A disputando con l'Atlético Paranaense l'incontro pareggiato 2-2 contro il Flamengo.